# Pharmacie centrale de Guinée
La Pharmacie centrale de Guinée ou PCG est une entreprise publique guinéenne active dans le domaine de la santé et ayant pour activité l'importation et la commercialisation de produits pharmaceutiques.

## Histoire
Durant la période coloniale, l'administration coloniale crée la filiale de pharmapro de l’AOF chargée des préparations galéniques et de l’approvisionnement de certains hôpitaux en produits pharmaceutiques de spécialités et en matériels médicaux qui sera basée à Mamou et représentée dans 8 préfectures dont Boké, Conakry, Fria, Labé, Mamou, Kankan Nzérekoré et Kissidougou en 1939. Avec un effectif de 22 travailleurs dont deux pharmaciens africains et un pharmacien européen militaire.
Après l'accession de la Guinée à l'indépendance, la première république met en place en 1960 la pharmaguinée à Conakry, une entreprise nationale avec les statuts d’établissement public à caractère administratif (EPA). 
À la création de la coordination financière du commerce (COFICOM) et le service de commercialisation (SERCOM), la pharmaguinée cède ses dépôts régionaux à celle-ci et maintient sa monopole d'importation jusqu’en 1984.
Par décret D/92/133/PRG/SGG du 17 décembre 1992, l'État crée la pharmacie centrale de Guinée avec le statut établissement public à caractère industriel et commercial (EPIC). En 2020, la création de la société publique la pharmacie centrale de Guinée (PCG-SA) par décret D/2020/108/PRG/SGG du 11 juin 2020,.

### Historique des directeurs généraux
| N° | Nom et prénoms       | Début           | Fin             | Dénomination                 |
| -- | -------------------- | --------------- | --------------- | ---------------------------- |
| 1  | Dr Mamouna Touré     | 1959            | 1967            | Pharma Guinée                |
| 2  | Dr Ousmane Keita     | 1967            | 1971            | Pharma Guinée                |
| 3  | Dr Youssouf Kourouma | 1971            | 1984            | Pharma Guinée                |
| 4  | Dr Baba Kourouma     | 17 janvier 1984 | 13 octobre 1984 | Pharma Guinée                |
| 5  | Dr Boye Barry        | 1984            | 1986            | Pharma Guinée                |
| 6  | Dr Baba Sacko        | 1986            | 1990            | Pharma Guinée                |
| 7  | Dr Taha Dia          | 1990            | 2001            | Pharmacie centrale de Guinée |
| 8  | Dr Houssaini Bah     | 2001            | 2010            | Pharmacie centrale de Guinée |
| 9  | Dr Moussa Konaté     | 2010            | 2020            | Pharmacie centrale de Guinée |
| 10 | Dr Labila Sagno      | 2021            | En cours        | Pharmacie centrale de Guinée |

## Rôle
La distribution des médicaments est assurée principalement par la Pharmacie centrale de Guinée et un réseau de grossistes répartiteurs privés couvrant toutes les régions du pays.
La PCG fait partir des rares établissements autorisés à importer les médicaments et les vaccins, agissant en tant que centrale d'achat nationale pour couvrir l’ensemble des besoins du pays. Cette entreprise publique permet d'assurer la maîtrise des coûts, l'uniformité et le contrôle des prix, la régularité de l'approvisionnement du pays et l'appui aux programmes de santé par le biais du mécanisme de l'auto-compensation dont le principe est de majorer les prix des médicaments non indispensables et d'utiliser ces profits pour compenser les médicaments utilisés dans les programmes de santé.